# Glavda (peuple)
Pour les articles homonymes, voir Glavda.
Les Glavda (ou Glavuda, Glanda, Gelebda, Guelebda) sont une population d'Afrique centrale vivant dans l'État de Borno au Nigeria et dans la région de l'Extrême-Nord du Cameroun.
Leur nombre a été estimé à 20 000 au Nigeria et 2 800 au Cameroun.

## Langue
Ils parlent le glavda, une langue tchadique biu-mandara.